# World War Hulk
(Slogan di World War Hulk)
World War Hulk è una miniserie a fumetti in cinque parti del 2007, scritta da Greg Pak e disegnata da John Romita Jr., è la saga portante dell'omonimo crossover che coinvolge le più importanti collane della Marvel Comics. In italiano la sua pubblicazione all'interno della collana Marvel Miniserie è iniziata il 3 aprile 2008 ed è terminata il 7 agosto 2008, a cura della Panini Comics.

## Trama
Tutto ha inizio dopo gli eventi di Planet Hulk; l'astronave con cui gli Illuminati hanno esiliato Hulk nello spazio esplode, uccidendo un milione di persone, tra cui Caiera, sua moglie (che tra l'altro aspettava un bambino); furioso come non mai, Hulk decide assieme ai suoi fratelli di guerra (Hiroim, Elloe, Miek, Korg, Senza nome della Covata e l'androide Arch-E 5912, alieni di vari pianeti, che hanno fraternizzato con lui durante la prigionia sul pianeta Sakaar) di ritornare sulla Terra per avere vendetta. Durante il viaggio di ritorno Hiroim aiuta Hulk ad apprendere la tecnica della canalizzazione della rabbia, per sfruttarla molto meglio rispetto al passato, in quanto la rabbia rappresenta la più grande arma a sua disposizione ma anche, se mal gestita, un grande pericolo per coloro che il Golia Verde vuole proteggere.
(Hulk a Freccia Nera)
Hulk atterra prima sulla Luna per distruggere Freccia Nera.
A causa di una collera mai provata prima, Hulk è più forte che mai e riesce a resistere perfino alla potente voce del re degli Inumani (resiste sia al sospiro "enough" - cioè "basta" - sia all'urlo che avviene off-panel, e che secondo Iron Man sradica un pezzo di roccia lunare grande quanto il Rhode Island), che cade sotto i suoi colpi (si rivelerà poi essere un Super Skrull di potere comparabile all'originale che lo impersonava).
Dopodiché arriva a Manhattan: tramite una proiezione olografica visibile in tutto il mondo, dà alla terra un ultimatum di 24 ore per farsi consegnare Iron Man, Mister Fantastic e il Dottor Strange, responsabili del suo esilio, mostrando il corpo sanguinante e privo di sensi di Freccia Nera come avvertimento. Il suggerimento di colpire ed abbattere per primo il re degli Inumani arriva proprio dal suo amico fidato Hiroim che consiglia a Hulk di attaccare per primo il più potente tra gli Illuminati. Infatti, Freccia Nera era considerato inizialmente il secondo supereroe più potente della galassia (Sentry era il numero uno). Dopo la sconfitta subita per mano dello Sfregio Verde, il re degli Inumani viene declassato al terzo posto.
Tutti gli eroi della terra, sia quelli registrati (come She-Hulk o Doc Samson) che quelli clandestini (come l'Uomo Ragno e Luke Cage) collaborano per far evacuare i civili dall'isola di Manhattan, mentre Iron Man (dopo aver messo in preallarme Bob Reynolds alias Sentry), attacca Hulk.
Alcuni supereroi però sembrano voler appoggiare il Golia Verde: tra questi il ricercato dallo S.H.I.E.L.D. Amadeus Cho, un giovane genio definito la settima persona più intelligente del pianeta, Namora, cugina di Namor il Sub-Mariner, il miliardario Warren Wortingthon III alias l'X-Man chiamato Angelo e soprattutto il potente Ercole, il quale ha con Hulk un debito risalente al periodo in cui militava con i Campioni di L.A..
Nello scontro Iron Man utilizza la nuova potenziata armatura Hulkbuster che, oltre ad essere la più potente mai creata per sua stessa ammissione, è anche equipaggiata con naniti inibitori progettati per annullare i poteri del suo avversario; tuttavia lo Sfregio Verde pare davvero inarrestabile e a Stark non rimane altro che dar l'ordine di nuclearizzare il campo di battaglia. Hulk, uscito indenne dall'enorme esplosione ed alimentato dalla rabbia provata nel ricordare gli ultimi istanti di vita della defunta Caiera, si lancia così sull'Hulkbuster, abbattendolo assieme alla Torre dei Vendicatori.
Hulk e i suoi fratelli di guerra si dirigono verso il Baxter Building, dimora dei Fantastici Quattro; sul loro cammino appaiono i Potenti Vendicatori e i Nuovi Vendicatori; She-Hulk cerca invano di far ragionare il cugino. Nemmeno le forze congiunte dei due supergruppi riescono a frenare l'ira del Gigante di Giada, che in rapida successione abbatte tutti gli avversari. She-Hulk, Doc Samson e Ares vengono stesi con un solo colpo, durante uno scontro nel quale lo Sfregio Verde dà sfoggio della sua nuova abilità guerresca appresa nel lungo esilio su Sakaar.
Giunto a destinazione, la Torcia Umana cerca di fermare il mostro con un potentissimo colpo della sua Fiamma Nova combinato con i più potenti fulmini di Tempesta, ma neanche questo ha effetto. La Cosa allora cerca uno scontro fisico, ma la forza di Hulk è fuori scala e anche lui viene abbattuto con un singolo colpo alla testa. Mr. Fantastic cerca allora di placare l'ira del gigante verde replicando con un macchinario l'aura calmante di Sentry, ma Hulk non si lascia ingannare e lo massacra sotto gli occhi impotenti della moglie, i cui campi di forza vengono facilmente sfondati dai pugni del Gigante Verde. In passato, l'aura calmante di Sentry aveva sempre impedito all'Hulk selvaggio di infuriarsi, rendendo quest'ultimo docile e mansueto, ma contro lo Sfregio Verde questa tecnica non funziona.
Hulk cammina per le strade di Manhattan trascinandosi dietro i corpi privi di sensi dei suoi avversari come trionfo, davanti a dei manifestanti solidali con lui (ritenuto dalla folla una vittima della macchinazioni del governo), quando davanti a lui appare Rick Jones, il suo più caro e vecchio amico, che afferma di disapprovare quanto fatto da Stark e Richards ma di non condividere il metodo utilizzato da Hulk ed i suoi amici per punirli. Prima che Hulk possa rispondere viene colpito da un incantesimo del Dottor Strange, a cui reagisce balzando lontano. Quando atterra, Hulk si trova davanti Ercole e i nuovi Campioni (Amadeus Cho, Namora e Angelo), che affermano di volerlo aiutare. In un primo momento lo Sfregio Verde non vuole sentire ragioni e stende Ercole, il quale, in un ultimo atto di supplica e con il volto tumefatto dai colpi ricevuti, cattura l'attenzione di Hulk facendogli ammettere che in realtà sta trattenendo i colpi, perché in caso contrario Ercole stesso e i Campioni sarebbero tutti morti; solo allora Hulk placa la sua ira e inizia a discutere con i suoi nuovi alleati.
Proprio in quel momento, il generale Ross attacca Hulk con un fuoco incrociato di missili e proiettili in adamantio: mentre il suo corpo è soggetto al bombardamento, la sua psiche viene attaccata nuovamente dal Dottor Strange che, nella sua forma astrale, approfitta del varco che in precedenza non era riuscito a creare e riesce a comunicare con Bruce Banner; anche questo stratagemma però si rivela inutile e Hulk, furente, ferisce gravemente le mani di Strange e, tornato in sé, distrugge tutti gli elicotteri e i carri armati di Ross.
Nel frattempo, il presidente degli USA telefona a Sentry pregandolo di scendere in campo ad aiutare i supereroi, ma Bob non dà ancora nessuna risposta, rimanendo in disparte a causa di due problemi personali: una forte agorafobia che gli impedisce di uscire di casa, e la paura di perdere il controllo dei propri poteri.
Hulk decide allora di costruire al Madison Square Garden un'arena dove farà scontrare i supereroi prigionieri in combattimenti tra gladiatori, impiantando loro dei dischi dell'obbedienza, esattamente com'era toccato a lui e ai suoi fratelli di guerra su Sakaar quando erano costretti a combattere sotto gli occhi del Re Rosso.
Hulk manda Hiroim ed Elloe a catturare Strange, rinchiuso nella sua casa a Greenwich Village, dove in sua difesa trovano Pugno d'acciaio, Occhio di Falco (nei panni di Ronin) e Maya Lopez (in quelli di Echo), ma anche loro tre vengono facilmente sconfitti e catturati.
Al Garden, intanto, Rick Jones cerca inutilmente di far ragionare Hulk ma, mentre i due parlano ai piedi del Gigante Verde, cade il corpo privo di sensi di Hiroim, ridotto così da Strange che, per avere un aumento di potenza tale da poter fronteggiare Hulk, si è fuso con il terribile demone extradimensionale Zom.
Grazie a questo nuovo incantesimo, il Dottor Strange ottiene una potenza tale da riuscire a misurarsi con Hulk ma, mentre i due si battono per le strade di Manhattan, Strange mette a repentaglio la vita di alcuni innocenti (non essendo in grado di controllare tutto quel potere) che, ironicamente, vengono messi in salvo da Hulk stesso. Questo atto sconsiderato rende lo Sfregio Verde colmo di rabbia; lo Stregone Supremo viene così abbattuto dai colpi del Golia Verde, la cui collera sembra placarsi solo grazie all'intervento di Rick Jones, il quale gli fa ammettere che a controllare il corpo di Hulk è proprio Bruce Banner. Il Dottor Strange, sconfitto, viene riportato al Garden dove, assieme agli altri Illuminati, viene costretto ad impugnare lancia e scudo e a battersi all'ultimo sangue con gli altri supereroi prigionieri. L'intenzione di Hulk è quella di "offrire" agli Illuminati lo stesso trattamento che gli era stato riservato su Sakaar, ossia mortali gare gladiatorie contro mostri di ogni sorta, e subito dopo fra di loro stessi.
Freccia Nera e il Dottor Strange finiscono il duello in parità, entrambi stremati e privi di forze, mentre Stark, privato della sua armatura, è sul punto di soccombere sotto i colpi di Reed Richards, impossibilitato a ribellarsi al disco dell'obbedienza che gli è stato impiantato e al cui controllo nemmeno Silver Surfer era riuscito a resistere; così, mentre la folla presente grida affinché gli venga dato il colpo di grazia, nella sua casa nel Vermont Sentry ripensa alle parole che gli ha detto Tony il giorno in cui Hulk arrivò sulla Terra, ovvero che senza il suo contributo la guerra sarebbe stata sicuramente persa.
(Tony Stark a Sentry)
Il Guardiano Dorato decide allora di mettersi in volo alla volta del Garden, proprio mentre Hulk sta emettendo il verdetto di morte, ma proprio quando Reed cala la mazza chiodata su Tony, Hulk annulla il disco dell'obbedienza, salvando così la vita a Stark: questo per dimostrare a tutti che i veri "mostri" non sono loro. Infatti, nonostante i danni provocati alla città, Hulk e i suoi fratelli di guerra, durante tutto l'attacco non hanno mietuto una sola vittima: i civili di New York sono stati tutti evacuati durante le ventiquattr'ore concesse loro.
In quel momento fa la sua comparsa Sentry, felice di poter attaccare Hulk senza dover trattenere i colpi: la potenza rilasciata da Bob, definita come quella di "un milione di soli che esplodono", diventa un pericolo addirittura maggiore di quello causato da Hulk, in quanto il "Guardiano d'oro del bene" per la prima volta in assoluto rilascia tutto il suo potere, perdendo i freni inibitori che lo contenevano in passato e ricoprendo di lava la città.
Mentre il resto degli eroi, ormai liberi, mettono in salvo i civili, Hulk e Sentry continuano a scambiarsi colpi potentissimi all'interno di un incandescente tornado di luce creato dai poteri del biondo supereroe, quando, dopo aver consumato le loro energie, i due tornano in forma umana, lasciando al loro posto Bruce Banner (a detta dell'autore Greg Pak e dell'editore Mark Paniccia trattasi di un "ibrido" tra Hulk e Banner) e Robert Reynolds, che continuano comunque a lottare. L'ibrido tra Banner e Hulk (che tra i due è quello al quale sono rimaste più energie - e lo si intuisce anche dal colore dei suoi occhi verdi luminosissimi -) colpisce Reynolds al volto, e quest'ultimo lo ringrazia per averlo fermato (perché da solo Sentry non riusciva a contenersi, in quanto era completamente fuori controllo) e per la lezione di vita ricevuta, prima di collassare al suolo sconfitto dall'ibrido Bruce/Hulk.
Quello tra lo Sfregio Verde e Sentry è stato lo scontro del secolo, che ha decretato il numero uno dell'universo Marvel:
"CBR News sat down one last time with "WWH" writer Greg Pak for his thoughts on the battle set to answer the question of who's the strongest one in the Marvel Universe? The Green King or the Golden Guardian of Good? Let's get ready to rumble! (TM)".
Sentry è sconfitto e il pericolo sembra essere cessato, ma l'insettoide Miek, impugnata una lancia, cerca di colpire l'ibrido Bruce/Hulk per farlo ritrasformare in Hulk; Rick Jones però gli fa scudo col suo corpo, rimanendo ferito al suo posto. La vista di Rick a terra sanguinante fa nuovamente infuriare Hulk, che comincia ad aggredire i suoi Fratelli di guerra: sotto i colpi del Golia Verde, Miek confessa di aver causato indirettamente l'esplosione su Sakaar che uccise Caiera e tutte quelle persone. Miek vide infatti gli uomini del Re Rosso sabotare la navicella con la quale Hulk era giunto su Sakaar, ma decise di non condividere quel segreto con nessuno: questo perché, col matrimonio, Hulk aveva trovato pace e quiete, andando contro quella che Miek ritiene la sua vera natura, quella di "Distruttore di mondi". Miek decise di fare tutto questo mosso anche da una evidente follia, poiché lui e la sua specie senza più una regina, sono destinati ad estinguersi, decidendo per tanto di portare tutti con sé.
Furioso come non mai per l'amara rivelazione, lo Sfregio Verde inizia ad emanare radiazioni gamma in grande quantità, tanto da mettere a rischio l'esistenza stessa del pianeta: un solo passo, infatti, provoca scosse telluriche che minacciano di devastare l'intera costa Est degli Stati Uniti. Quando tutto pare perduto, il neonato "World Breaker" decide di trattenere all'interno del suo corpo la devastante energia gamma che sta sprigionando, optando così per la via del "Salvatore" piuttosto che per quella del "Distruttore di mondi". In quel momento, su invito dello stesso Hulk, Stark si collega con alcuni satelliti in orbita intorno alla terra e fa colpire il Golia Verde con un raggio rosso che lo riporta alla sua forma umana.
(Hulk)
La guerra è definitivamente finita. Banner, stremato, viene raccolto dallo S.H.I.E.L.D., che lo terrà prigioniero in una base sotterranea sotto sedativi. Su Sakaar, però, dal cratere in cui morì Caiera vediamo alzarsi in piedi il figlio di Hulk, che non è morto nell'esplosione, e che sembra aver ereditato tutta la forza del padre.

## L'incarnazione di Hulk inWorld War Hulk
L'incarnazione del Golia Verde protagonista di World War Hulk è definita ufficialmente Sfregio Verde, mentre i fan la definiscono "Gravage Hulk". Il termine venne inventato decenni or sono ed in seguito fu adottato da Greg Pak (sceneggiatore di World War Hulk) per classificare la sua versione di Hulk. Il Gravage Hulk è soltanto una delle tante personalità presenti nella mente dello schizofrenico Bruce Banner. L'etimologia del nome deriva essenzialmente dalla fusione dei termini Grey Hulk e Savage Hulk. Il primo è l'Hulk del primo numero che venne successivamente riportato alla luce da Peter David nelle vesti di Joe Fixit, un buttafuori di Las Vegas. Il secondo è il classico Hulk Verde Selvaggio, caratterizzato dalla parlata in terza persona e dai suoi gridi di battaglia "Hulk Spacca!" e "Hulk è il più forte che c'è" che è poi anche la versione di Hulk più popolare e riconoscibile al mondo. Il Gravage Hulk è sostanzialmente un Hulk Verde, con la mente dell'Hulk grigio: razionale, intelligente e cinico. Verso la fine di World War Hulk, però, Rick Jones farà ammettere a Hulk che in realtà a controllare il corpo del Golia Verde è Bruce Banner, e che l'attuale incarnazione ha la mente del dottore e il corpo del mostro verde che è in lui. La gente di Sakaar ha definito questa incarnazione "Sfregio Verde" in seguito allo scontro avvenuto con il Re Rosso.
Greg Pak, in un'intervista, spiega che all'inizio di Planet Hulk la personalità dominante del golia verde è quella del Gravage Hulk che unisce, al carattere dell'Hulk Grigio, il potere e la rabbia dell'Hulk Selvaggio. In seguito, le esperienze su Sakaar lo portano ad evolversi nello Sfregio Verde, fino ad arrivare ad un'ulteriore evoluzione con il World Breaker, ossia il Distruttore di Mondi delle leggende sakaariane, che si manifesta nel finale di World War Hulk. Pak sottolinea che lo Sfregio Verde è essenzialmente il Gravage Hulk, mentre il Distruttore di Mondi è un'incarnazione a sé stante, che rappresenta Hulk al suo massimo livello di potere, di rabbia e di pericolosità «Lord help us all if and when that particular incarnation reappears» («Signore aiutaci tutti se e quando quella particolare incarnazione riappare»).

### Apparizioni precedenti di questa incarnazione
- Incredible Hulk nn. 2-6
- Incredible Hulk (seconda serie) nn. 323-324
- Tales to Astonish nn. 59-63, 71-78
- Amazing Fantasy: Spider-Man n. 16
- Amazing Spider-Man n. 14
- Avengers n. 1, 1 1/2,2-3, 5, 267, 280
- Comet Man n. 3
- Fantastic Four n. 12, 25, 26
- Incredible Hulk vs. Superman
- Journey Into Mystery n. 112
- Tales of Suspense n. 49
- Untold Tales of Spider-Man Annual 1997

### Poteri dello Sfregio Verde (Gravage Hulk)
Essendo quello di Hulk un potere "dinamico" (più si arrabbia, più diventa forte) questa specifica versione è definita come la più potente di sempre: «Never been angrier, never been stronger» («mai stato più arrabbiato, mai stato più forte» che è poi lo slogan legato a World War Hulk). Facendo riferimento ai Gamma Files pubblicati in concomitanza del crossover, si evince che, per quanto riguarda questa nuova versione di Hulk, la forza di partenza (in stato non adrenalinico) è di gran lunga superiore a quella della sua versione base, che si assestava sulle 100 tonnellate. L'incremento di forza dovuto agli avvenimenti che lo hanno visto protagonista su Sakaar lo pone quindi in una categoria di potere a sé stante

#### Forza fisica
Più Hulk si arrabbia più diventa forte e resistente: tutto ciò avviene grazie alla mutazione gamma alimentata dalla rabbia che ne accresce così enormemente il potere. Non essendo Hulk mai stato più furioso, non è mai così forte e potente come in questa saga.
- World War Hulk n. 1, Il Dottor Strange sostiene che «Hulk non è mai stato più arrabbiato e quindi non è mai stato più forte».
- World War Hulk n. 2, Mister Fantastic, l'uomo più intelligente del pianeta, sostiene che il potere di questo Hulk è enorme, fuori scala.
- World War Hulk: X-Men n.1, il Professor Xavier sostiene che Hulk sia il più forte di tutti fisicamente.
- Avengers: The Initiative n.5, Hulk viene definito come la prima minaccia Omega e viene ribadito che non è mai stato così forte.
- Invincible Iron Man n. 20, Dum Dum Dugan dello S.H.I.E.L.D. afferma: «Ho affrontato Hulk varie volte in passato e ora possiede un livello di forza mai visto».
- World War Hulk: X-Men n.1, la Bestia sostiene che Hulk è alimentato da così tanta rabbia che potrebbe distruggere tutto sul suo cammino.
- World War Hulk n. 1, She-Hulk sostiene che Hulk colpisce almeno 1000 volte più forte di lei.
- Invincible Iron Man n. 19, Iron Man dubita del fatto che 12 testate nucleari possano fermare questo Hulk.
- The Incredible Hulk n. 109 vol.2, ottobre 2007:[12] Ercole, sconfitto da Hulk, sostiene che se il golia verde non avesse trattenuto i colpi, lui e i Campioni sarebbero tutti morti.

#### Fattore rigenerante e resistenza fisica
Così come la forza fisica, anche il fattore rigenerante e la sua resistenza (fisica e mentale) crescono se Hulk si trova in stato adrenalinico:
- World War Hulk n. 1, resiste al sussurro "basta" di un super skrull che impersona Freccia Nera e ad un suo urlo (Invincible Iron Man n.19) che comporta il distacco di un pezzo di roccia lunare grande quanto Rhode Island; nello stesso capitolo sopravvive anche a un'esplosione atomica.
- World War Hulk n. 2, resiste all'attacco combinato di una fiamma Nova della Torcia Umana e del massimo potere dei fulmini di Tempesta.
- World War Hulk n. 3, nello scontro con Thunderbolt Ross, sopravvive a 10 tonnellate di proiettili di adamantio che gli trafiggono il corpo in più punti.
- World War Hulk n. 4, il suo fattore rigenerante gli consente di sopravvivere agli attacchi del Dottor Strange, fuso con il demone extradimensionale Zom, che lo trapassano da parte a parte in più punti.
- World War Hulk: X-Men n.1-3, resiste all'attacco combinato dei poteri dei New X-Men (Surge, Ellion, Mercury, Dust, Rockslide, Elixir, X-23), degli X-Men (Xavier, Wolverine, Colosso, Emma Frost, Bestia, Ciclope, Shadowcat), X-Factor (NightCrawler, Darwin, Warpath, Strong Guy, Wolfsbane, Syrin, Madrox, Hepzibah, Monet) e del Fenomeno a pieno potere.
- Ghost Rider (Vol. 5) n.13, resiste a un attacco di Ghost Rider scatenato.
- World War Hulk: Gamma Corps n. 3, attraverso una strategia ben pianificata a tavolino, quattro guerrieri mutanti gamma riescono ad iniettare nel corpo di Hulk una tossina in grado di farlo regredire ai livelli dell'Hulk Grigio riuscendogli così a spezzare il collo, ma il sistema rigenerante di Hulk gli permette di vincere gli effetti della tossina e di rigenerare il collo rotto in pochi minuti.
- World War Hulk n. 5, sopravvive al "potere di un milione di soli che esplodono" sprigionato per la prima volta in assoluto da Sentry senza più freni inibitori.
- The Incredible Hulk n. 110, resiste all'effetto delle tossine velenose create appositamente dallo S.H.I.E.L.D. per attaccare la sua mutazione gamma.
- Invincible Iron Man n.20, resiste al cannone gamma inibitore e al gas nervino dello S.H.I.E.L.D.

#### Immunità a varie tipologie di poteri
- World War Hulk: X-Men n. 1: Xavier ed Emma Frost, i più potenti telepati del mondo, falliscono nel tentativo di sottomettere Hulk dal punto di vista mentale.
- World War Hulk n. 2: il Dottor Strange fallisce nel tentativo di entrare nella testa del golia verde utilizzando i suoi poteri magici.
- Invincible Iron Man n.20: resiste ai telepati dello Shield «Hulk ha sempre creato dei problemi ai telepati e con il suo attuale livello di forza è come interpretare dei segnali radio durante un'interferenza».
- Avengers: The Initiative n. 5: resiste facilmente all'attacco di Trauma, un mutante di livello omega in grado di impersonare le paure del suo avversario.
- World War Hulk n. 2: resta immune al potere calmante di Sentry sintetizzato artificialmente da Mister Fantastic.
- World War Hulk n. 3: Emma Frost afferma «Se io e Charles non siamo stati in grado di controllare la sua mente, niente può farlo».

#### Tecniche di combattimento
L'esilio su Sakaar e le mortali gare gladiatorie rendono Hulk un abile guerriero sia nel corpo a corpo, sia nell'utilizzo di armi. Lo Sfregio Verde è un ottimo stratega, nonché abile leader in battaglia. Grazie agli insegnamenti appresi da Hiroim, il prete guerriero conosciuto su Sakaar e divenuto suo fedele Fratello di guerra, Hulk è adesso in grado di concentrarsi e di canalizzare la rabbia. Quest'operazione gli consente sia di restare trasformato (senza l'influenza di Banner) sia di dominare e sfruttare così la rabbia a suo piacimento, senza così perdere i freni inibitori come avveniva in passato.

#### Altri poteri
- Hulk può riconoscere ed interagire con le forme astrali, riesce infatti a distruggere le mani del Dottor Strange sul piano astrale, da World War Hulk n. 3.
- Grazie alla mutazione gamma, è in grado di adattarsi e di sopravvivere in qualsiasi ambiente, anche nel vuoto siderale o in acqua.[14]

## Cronologia delle battaglie di World War Hulk
La guerra mondiale di Hulk vede contrapposto lo Sfregio Verde a tutti i principali eroi della Terra. Nell'ordine, affronta e sconfigge:
- World War Hulk n.1: Freccia Nera (Trattasi in realtà di un superskrull di potere inferiore)
- World War Hulk: X-Men n. 1: Xavier e i New X-Men (Surge, Satiro, Mercury, Dust, Rockslide, Elixir, X-23, Lockheed)
- World War Hulk: X-Men n. 2: X-Men (Wolverine, Colosso, Emma Frost, Bestia, Ciclope, Shadowcat)
- World War Hulk: X-Men n. 3: Nightcrawler, Warpath, Hepzibah, Darwin, Multiple Man, Wolfsbane, Siryn, Monet, Strong Guy e il Fenomeno ritornato a pieno potere.
- Gamma Corps n.1-4: Grey, Griffin, Mess, Mister Gideon, Prodigy
- World War Hulk n. 1: Iron Man
- World War Hulk n. 2: Vendicatori (Jessica Drew, Uomo Ragno, Doc Samson, Ares, She-Hulk, Luke Cage, Wonder Man) e Fantastici Quattro (Nuovi e vecchi membri del team: Mister Fantastic, La Cosa, La Donna invisibile, La Torcia Umana, Pantera Nera, Tempesta)
- Avengers: The Initiative n.5: Trauma (Terence Ward), e L'Iniziativa
- The Incredible Hulk n.106: Ercole e i Campioni (dopo lo scontro li riconosce come alleati)
- World War Hulk n. 3: Thaddeus "Thunderbolt" Ross e l'Esercito, Ronin, Iron Fist, Echo,
- World War Hulk n. 4: Dottor Strange fuso con il demone extradimensionale Zom.
- World War Hulk n. 5: Sentry

## Accoglienza
World War Hulk n.1 ha raggiunto la cima della classifica di vendite della Diamond Comics Distributors nel mese di giugno 2007 negli USA. Secondo le stime di vendita sarebbero state vendute oltre 178 000 copie. La Marvel Comics in seguito a questo successo ha ristampato il n. 1, con una copertina diversa opera di John Romita Jr.
Nel sito Marvel.com il fumettista John Romita Jr. ha dichiarato che:
«I contributed to the creation of the character of World War Hulk, the miniseries was a kind of gift for the fans, who did not follow a classic continuity of the character of Hulk, but an alternative story»
« Ho contribuito alla creazione del personaggio di Sfregio Verde, la miniserie era una sorta di regalo per i fan, che non seguiva una continuity classica del personaggio di Hulk, ma una storia alternativa »
La miniserie è stata ben accolta dai fan, ma meno dai critici, che sono arrivati a decretarla la peggior storia del 2008, come fa Ivan Lusetti sul sito Fantascienza.com, che definisce World War Hulk un lungo videogioco privo di trama:
Il sito ComicUs.com giudica la storia come mediocre e priva di interesse se non per i fan del personaggio:
(Andrea Poli)

## Altri media
- Il racconto del fumetto, appare anche nella serie animata Avengers Assemble.